# Грег, Тэмзин
Тэ́мзин Ма́ргарет Мэ́ри Грег (англ. Tamsin Margaret Mary Greig, МФА [ˈtæmzɪn ˈɡrɛɡ], род. 12 июля 1966, Мейдстон, Кент, Англия) — английская телевизионная, театральная и киноактриса. Наиболее известна по ролям Фрэн Катценджаммер в британском ситкоме «Книжный магазин Блэка», Беверли Линкольн в английско-американском ситкоме «Эпизоды» и доктора Кэролайн Тодд в британском медицинском ситкоме «Зелёное крыло». Грег также снялась в ситкоме «Ужин в пятницу вечером», мини-сериале «Эмма», двухсерийном фильме «Опочтарение» и фильме «Неотразимая Тамара». В 2007 году Грег удостоилась премии Лоренса Оливье в номинации «Лучшая женская роль» за роль в пьесе «Много шума из ничего»; в 2011 году она была номинирована на эту же премию за роль в пьесе «Маленькая собака смеялась», а в 2015 году получила номинацию на премию Лоренса Оливье в номинации «Лучшая женская роль в мюзикле» за «Женщин на грани нервного срыва».

## Семья, юность. Образование
Грег родилась в Мейдстоне, Кент, в семье химика Эрика Грега и его жены Энн. Тэмзин была второй из трёх дочерей супругов. Её мать Энн увлекалась любительским театром. Когда Тэмзин было три года, семья переехала в лондонский район Килберн. Она посещала Камденскую школу для девочек и была отличницей, а в 1988 году окончила Бирмингемский университет, получив степень бакалавра в драматургии и театральном искусстве. Однако до 1996 года Грег была занята лишь на временных работах, некоторое время училась в колледже секретарей.

## Карьера
Карьера Грег началась в начале 1990-х; она известна как драматическими, так и комедийными ролями. В интервью 2007 года Грег призналась, что комедийные роли даются ей труднее, так как она часто «раскалывается» (выходит из образа, начав смеяться) на съёмочной площадке.

### Радио
Грег долгое время играла роль Дебби Олдридж в мыльной опере «Лучники» на BBC Radio 4 с 1991 года. По мере того, как занятость Грег в других проектах увеличилась, количество её выступлений на шоу снизилось, а её героиня Дебби проводит большую часть своего времени живя в Венгрии.
Среди её других работ на BBC Radio 4: комедия «Боевые кони писем» и «Абсолютная власть», в пяти эпизодах второго сезона которого Грег сыграла роль Гэйл Шэнд, бывшей любовницы Чарльза Прентисса, которая теперь руководит конкурирующей фирмой.

### Телевидение
Грег появилась в нескольких второстепенных ролях на телевидении; она сыграла Ламию в «Задверье» (1996) и Дженни в одном из эпизодов телесериала «Люди как мы» (2001). Ёе первой крупной ролью стала Фрэн Катценджаммер в ситкоме «Книжный магазин Блэка», который выходил в эфир в течение трёх сезонов с 2000 по 2004 год. Фрэн — друг главного героя Бернарда, и она изначально работала в сувенирном магазине по соседству от его книжного магазина.
В 2004 Грег сыграла постоянно стесняющуюся доктора Кэролайн Тодд, главную героиню комедийного телесериала «Зелёное крыло», который выходил на Channel 4. Её игра принесла ей победу в номинации «Лучшая комедийная роль» от Королевского телевизионного сообщества в 2005 году. Она также появилась в роли Кэролайн в телефильме «Пуля агента тайной полиции».
Она снялась в драмеди BBC «Любовный суп» (2005) в роли Алисы Ченери, влюблённой женщины, работающей в парфюмерном отделе магазина; эта роль была написана специально для неё Дэвидом Ренвиком, с которым она познакомилась в 2003 году, когда снималась в эпизоде сериала «Джонатан Крик». В 2005 году она также появилась в роли медсестры в одной из серий культового сериала BBC «Доктор Кто» под названием «Долгая игра».
Грег исполнила роль Эдит Франк в мини-сериале BBC «Дневник Анны Франк» в январе 2009 года. Также в 2009 году она появилась в роли мисс Бейтс в мини-сериале BBC «Эмма» по одноимённому роману Джейн Остин. В 2010 году она сыграла журналистку Сахариссу Крипслок (Резник) в двухсерийном телефильме «Опочтарение» по роману Терри Пратчетта.
В 2011 году она снялась в ситкоме BBC/Showtime под названием «Эпизоды» вместе с Мэттом Лебланом и коллегой по телесериалу «Зелёное крыло» Стивеном Мэнгэном. Мэнгэн и Грег исполнили роли мужа и жены, дуэта сценаристов, которые едут в США, чтобы поработать над адаптацией их удачного сериала. Грег исполнила одну из главных ролей в ситкоме Channel 4 «Ужин в пятницу вечером»; она изобразила мать еврейской семьи, живущей в Северном Лондоне.
Она сыграла Бет в телесериале BBC «Белая жара» в 2012 году. Также она сыграла ведущую роль в трёхсерийном мини-сериале телеканала ITV «Вина» в 2013 году. Грег исполнила роль детектива-констебля-инспектора Мэгги Бренд, которая расследует гибель маленького ребёнка, который пропал без вести пять лет назад. В 2014 году она сыграла Салли в одном из эпизодов телесериала «Внутри девятого номера».

### Театр
В 2006 году и начале 2007 года Грег играла Беатриче в признанной критиками постановке «Много шума из ничего» и Констанцию в «Короле Иоанне»; оба спектакля были частью сезона Королевской шекспировской компании под названием «Полное собрание сочинений». За роль Беатриче она получила премию Лоренса Оливье. Хотя сама победа была неожиданной, её речь на вручении была принята очень хорошо, так как была увлекательной; Грег заявила, что была настолько взволнована, что намочила своё платье, к тому же взятое напрокат. Речь, по-видимому, была полностью импровизированной. Она также выиграла театральную «Премию круга критиков» за «Лучшее шекспировское исполнение» в «Много шума из ничего», став первой женщиной, получившей эту награду.
В театре «Гилгуд» в марте 2008 года она выступала с Ральфом Файнсом, Джанет Мактир и Кеном Стоттом на британской премьере адаптации французской пьесы «Бог резни» Ясмина Резы, которую перевёл Кристофер Хэмптон, а режиссёром стал Мэттью Вархус
. Спектакль стал лауреатом «Премии Лоренса Оливье» за «Лучшую новую постановку комедии» в 2009 году.
В ноябре 2008 года Грег дебютировала в Королевском национальном театре с «Гефсиманией», новой пьесой Дэвида Хэра, с которой гастролировала по Великобритании. Она была в главной роли в пьесе «Маленькая собака смеялась» Дугласа Картера Бина в театре «Гаррик» в Лондоне; пьеса шла в течение ограниченного сезона до 10 апреля 2010 года. В этом спектакле она выступала вместе с Рупертом Френдом, Джеммой Артертон и Гарри Ллойдом, а режиссёром был Джейми Ллойд. За роль Дианы в пьесе «Маленькая собака смеялась» Грег получила свою вторую номинацию на «Премию Лоренса Оливье» за лучшую женскую роль.
В октябре 2011 года она играла Хилари, центрального персонажа в пьесе «Джампи» в Ройал-Корт в Лондоне; позже спектакль продолжил идти в «Театре герцога Йоркского» в Вест-Энде. В марте 2013 года в театре Хэмпстеда она сыграла Варю в «Тоске», новой пьесе Уильяма Бойда, которая основана на двух рассказах Антона Павловича Чехова.
До мая 2015 года Грег играла в одноимённом мюзикле по фильму «Женщины на грани нервного срыва» в театре «Плейхаус» в Лондоне. В марте 2015 года она получила номинацию на «Премию Лоренса Оливье за лучшую женскую роль в мюзикле». Тем не менее, критики отметили, что Грег, больше известная комедийными ролями, не вполне подходит на драматическую роль Пепы и остаётся в тени актрисы Кармен Маура, исполнившей эту роль в оригинальном фильме Педро Альмодовара.
С февраля по май 2017 года в Королевском национальном театре в постановке «Двенадцатой ночи» Шекспира (режиссёр Саймон Гудвин) Грег исполняла роль Мальволии. Женская версия персонажа являет собой экономку (вместо управляющего) в поместье графини Оливии. Актёрская игра Грег в этом спектакле была высоко оценена критиками.

### Кино
Грег исполнила роль в фильме «Кукушка» с Ричардом Э. Грантом, а также снялась в фильме «Неотразимая Тамара» с Джеммой Артертон и Роджером Алламом в главных ролях. Она исполнила небольшое камео в комедии 2004 года «Зомби по имени Шон» и сыграла одну из второстепенных ролей в фильме 2015 года «Отель «Мэриголд». Заселение продолжается».

## Личная жизнь
Грег живёт в квартире в Кенсал Грин после того, как переехала туда в 1996 году, чтобы быть ближе к умирающему отцу. В то же время она стала христианкой, хотя воспитывалась как атеистка. Грег также является вегетарианкой.
В 1997 году Тэмзин Грег вышла замуж за актёра Ричарда Лифа, с которым познакомилась на съёмках телесериала Нила Геймана «Задверье» в 1995 году. У супругов есть трое детей: два сына, Натанаэль Зефания (род. 1999) и Джейкоб Зебеди (род. 2001), и дочь Рокси Джой (род. 2005).

## Фильмография
| Год       |     | Русское название                              | Оригинальное название                            | Роль                           |
| --------- | --- | --------------------------------------------- | ------------------------------------------------ | ------------------------------ |
| 1994      | с   | Голубые небеса                                | Blue Heaven                                      | профессор Уайзман              |
| 1996      | мтф | Задверье                                      | Neverwhere                                       | Ламия                          |
| 1996      | с   | Вера в будущее                                | Faith in the Future                              | Эмма                           |
| 1997      | с   | Уиклифф                                       | Wycliffe                                         | доктор Хинкли                  |
| 1997      | ф   | Это море                                      | This Is the Sea                                  | голос                          |
| 1997      | ф   | Итак, это и есть любовный роман?              | So This Is Romance?                              | Кармен                         |
| 1997—1998 | с   | Слепцы                                        | Blind Men                                        | Валери Мэдсен                  |
| 1998      | мтф | Великие Египтяне                              | The Great Egyptians                              | Клеопатра                      |
| 1999      | с   | Люди как мы                                   | People Like Us                                   | Сара                           |
| 2000—2004 | с   | Книжный магазин Блэка                         | Black Books                                      | Фрэн Катценджаммер             |
| 2001      | с   | Высокие ставки                                | High Stakes                                      | Дельфина                       |
| 2001      | с   | Счастье                                       | Happiness                                        | Эмма                           |
| 2001      | с   | Люди как мы                                   | People Like Us                                   | Дженни                         |
| 2001      | с   | Мир паба                                      | World of Pub                                     | Джулия Роббинс                 |
| 2002      | ф   | Найти Алису                                   | Miranda                                          | администратор                  |
| 2002      | ф   | Непорочный                                    | Pure                                             | офицер связи                   |
| 2002      | тф  | Разваленный                                   | Falling Apart                                    | Джеки                          |
| 2003      | тф  | Когда вы будете готовы, мистер Макгилл        | Ready When You Are Mr. McGill                    | Лианна                         |
| 2003      | с   | Джонатан Крик                                 | Jonathan Creek                                   | Пэм                            |
| 2003      | кор | От сыра ты начинаешь мечтать                  | Cheese Makes You Dream                           | Шарлотта                       |
| 2004      | ф   | Зомби по имени Шон                            | Shaun of the Dead                                | Мэгги                          |
| 2004      | тф  | Когда мне 64                                  | When I’m 64                                      | Денни                          |
| 2004—2006 | с   | Зелёное крыло                                 | Green Wing                                       | доктор Кэролайн Тодд           |
| 2005      | с   | Доктор Кто                                    | Doctor Who                                       | медсестра                      |
| 2005—2008 | с   | Любовный суп                                  | Love Soup                                        | Элис Ченери                    |
| 2006      | тф  | Пуля агента тайной полиции                    | The Secret Policeman’s Ball                      | доктор Кэролайн Тодд           |
| 2008      | ф   | Капитан Стремительность и печать Вота         | Captain Eager and the Mark of Voth               | Дженни                         |
| 2009      | с   | Дневник Анны Франк                            | The Diary of Anne Frank                          | Эдит Франк                     |
| 2009      | ф   | Кукушка                                       | Cuckoo                                           | Симона                         |
| 2009      | с   | Эмма                                          | Emma                                             | мисс Бейтс                     |
| 2010      | с   | Театр шедевров                                | Masterpiece Theatre                              | Эдит Франк                     |
| 2010      | ф   | Неотразимая Тамара                            | Tamara Drewe                                     | Бет Хардимент                  |
| 2010      | мтф | Опочтарение                                   | Going Postal                                     | Сахарисса Крипслок             |
| 2011—2017 | с   | Эпизоды                                       | Episodes                                         | Беверли Линкольн               |
| 2011—2020 | с   | Ужин в пятницу вечером                        | Friday Night Dinner                              | Джеки                          |
| 2011      | с   |                                               | Holiday Hijack                                   | рассказчик                     |
| 2011      | кор |                                               | Bertie Crisp                                     | Изабелла                       |
| 2011      | мф  | Секретная служба Санта-Клауса                 | Arthur Christmas                                 | дополнительные голоса          |
| 2011      | кор |                                               | Stop the World                                   | Полли                          |
| 2012      | с   | Белая жара                                    | White Heat                                       | Бет                            |
| 2013      | с   | Вина                                          | The Guilty                                       | констебль Мэгги Брэнд          |
| 2013      | кор | Не промахнись в кружку                        | Don’t Miss the Cup                               | Эли                            |
| 2014      | с   | Внутри девятого номера                        | Inside No. 9                                     | Салли                          |
| 2014      | ф   | Разорение банка                               | Breaking the Bank                                | Пенелопа                       |
| 2015      | ф   | Отель «Мэриголд». Заселение продолжается      | The Second Best Exotic Marigold Hotel            | Лавиния Бич                    |
| 2015      | с   | Величайший Твитер                             | Supreme Tweeter                                  | Джина Эджент                   |
| 2016      | мф  | Хулиганские сказки                            | Revolting Rhymes Part One                        | няня / мисс Маклахос / бабушка |
| 2019      | ф   | Опасные секреты                               | Official Secrets                                 | Элизабет Уилмхёрст             |
| 2019      | ф   | Лучшее лето                                   | Days of the Bagnold Summer                       | Астрид                         |
| 2019      | с   | Элементарно                                   | Elementary                                       | инспектор Этелни Джонс         |
| 2020      | с   | Белгравия                                     | Belgravia                                        | Анна Тренчард                  |
| 2021      | тф  | Ромео и Джульетта                             | Romeo & Juliet                                   | леди Капулетти                 |
| 2023      | ф   | Мой счастливый финал                          | My Happy Ending                                  | Нэнси                          |
| 2024      | с   | Сексуальная тварь                             | Sexy Beast                                       | Сесилия                        |
| 2024      | с   | Полностью выдуманные приключения Дика Турпина | The Completely Made-Up Adventures of Dick Turpin | Хелен Гвинер                   |